# 2001 في سوريا
فيما يلي قوائم الأحداث التي وقعت خلال عام 2001 في سوريا.

## أحداث
- صدور العدد الأول من مجلة أبيض وأسود.
- صدور العدد الأول من صحيفة الاقتصادية.

## سياسة داخلية
- القانون 78 لعام 2001 المتضمن تعديلات على قانون التأمينات الاجتماعية.
- القانون 65 لعام 2001 (قانون الأملاك البحرية).
- المرسوم 51 لعام 2001 (تنظيم حيازة السلاح في سوريا).

## سياسة دولية
- قرار مجلس الأمن التابع للأمم المتحدة رقم 1351.
- قرار مجلس الأمن التابع للأمم المتحدة رقم 1381.

## رياضة
- دمشق تستضيف النسخة الثامنة والأخيرة من كأس السوبر العربي.
- دمشق تستضيف البطولة العربية لألعاب القوى، بمشاركة 15 بلد عربي.
- فريق الجيش يحقق بطولة الدوري السوري للمحترفين (دوري الدرجة الأولى وفق التسميات القديمة) لموسم (2000-2001)، تلاه فريق الكرامة وصيفا، وهبوط فرق (شرطة حلب، الشرطة، الفتوة، اليقظة) إلى دوري الدرجة الأولى (الدرجة الثانية وفق التسميات القديمة).
- لاعب نادي الجهاد هيثم كجو هدافاً للدوري السوري موسم (2000-2001)، وتمكن من تسجيل 22 هدفاً في 26 مباراة أي مانسبته 85%.

## مواليد
- حافظ بشار الأسد (3 ديسمبر/كانون الأول).

## وفيات
- مدحت شيخ الأرض (18 مايو/أيار)، (مواليد 1920)، سياسي ودبلوماسي سوري.

## دراما
- تمر حنة.
- عندما يموت الحب.
- عش المجانين.
- حكايا المرايا.
- ألو جميل ألو هناء.
- أيام اللولو (الجزء الثاني).
- سحر الشرق.
- شو حكينا.
- لشو الحكي.
- 2×2 (تنين بتنين).
- مبروك.
- قوس قزح.
- بقعة ضوء (الجزء الأول).
- صلاح الدين الأيوبي.
- مقامات صحراوية.

## سينما
- الجرة حكاية من الشرق.
- قمران وزيتونة.